# International Accounting Standards Committee
O International Accounting Standards Committee foi criado em 1973 pelos organismos profissionais de contabilidade de 10 países: Alemanha, Austrália, Canada, Estados Unidos, França, Irlanda, Japão, México, Países baixos e Reino Unido. Era uma entidade privada independente, sem fins lucrativos, que tinha por objetivo estabelecer uma padronização de normas contábeis, aproximando as regras existentes nesses diversos países, de modo a facilitar o fluxo de informações em outras palavras. A entidade foi criada com o objetivo de formular e publicar de forma totalmente independente um novo padrão de normas contábeis internacionais que possa ser universalmente aceitado no mundo. 
Em 1 de abril de 2001 foi criado o International Accounting Standards Board (IASB) na estrutura do IASC que assumiu as responsabilidades do IASC.

## Histórico
O IASC foi criado como uma fundação independente sem fins lucrativos e com recursos próprios procedentes das contribuições de vários organismos internacionais assim como das principais firmas de auditoria. Os primeiros pronunciamentos contábeis publicados pela IASC foram chamados de International Accounting Standard (IAS). Numerosas normas IAS ainda estão ainda vigentes atualmente apesar de ter sofrido alterações ao longo do tempo.
Em 1997, o IASC criou o SIC (Standing Interpretations Committee) um comitê técnico dentro da estrutura do IASC responsável pela publicações de interpretações chamadas SIC cujo objetivo era responder as dúvidas de interpretações dos usuários.